# Adventure (videogioco)
Adventure è un videogioco pubblicato da Atari, Inc. nel 1979 per la sua console Atari 2600. Adventure è considerato il primo videogioco d'avventura/azione. Il suo creatore, Warren Robinett, è noto anche per aver inserito il primo easter egg in un videogioco.

## Modalità di gioco
L'obiettivo del gioco è trovare un calice incantato e riportarlo al castello dorato che lo custodiva. Il personaggio, rappresentato da un quadrato, esplora un mondo multi-mappa contenente castelli, labirinti e stanze. Nascosti in varie parti del mondo ci sono diversi oggetti che servono per risolvere il gioco: una spada, 3 chiavi, ognuna che apre uno specifico castello (dorato, nero e bianco), un ponte magico che permette al giocatore di passare attraverso un muro, ed un magnete che attrae a sé ognuno di questi oggetti.
All'interno del mondo vagano 3 draghi:
- Yorgle, il drago giallo: ha paura della chiave dorata e starà lontano da essa. Se lo troverà, si metterà a sorvegliare il calice; altrimenti vagherà per il mondo oppure aiuterà gli altri draghi nella guardia dei loro oggetti.
- Grundle, il drago verde: esso sorveglia il magnete, il ponte, la chiave nera ed il calice.
- Rhindle, il drago rosso: è il più veloce dei tre ed il più aggressivo. Esso sorveglia la chiave bianca ed il calice.

Un drago può essere ucciso toccandolo con la spada: se la levetta della console che seleziona la difficoltà di gioco è in posizione "A", i draghi scapperanno quando vedranno il giocatore con la spada.
Quando un drago tocca il personaggio, esso lo "colpirà" (rimanendo fermo per un momento con la sua bocca aperta, attendendo per un breve tempo se la levetta è in posizione "A") e poi "ingoierà" il personaggio, che rimarrà intrappolato all'interno del drago. Mentre il drago ha la bocca aperta, non può essere ucciso.
Un pipistrello nero vola casualmente attraverso il mondo: esso occasionalmente raccoglie o lascia cadere gli oggetti disseminati nel labirinto, inclusi i draghi (vivi o morti). Il pipistrello può rubare la spada del personaggio e dargli in cambio un drago vivo, o viceversa. Il giocatore può raccogliere il pipistrello e portarlo con sé. Il pipistrello continua a volare anche quando il giocatore è stato ucciso, e saltuariamente può raccogliere il drago che ha mangiato il personaggio, dando al giocatore la possibilità di farsi un giro di tutto il mondo di gioco. Il giocatore può intrappolare il pipistrello all'interno di un castello: questo trucco funziona meglio se si sceglie il castello dorato, dato che questo ha una sola stanza (il giocatore deve averla però svuotata degli oggetti) ed il pipistrello, se sta volando verso l'alto (verso l'alto o diagonalmente verso destra o verso sinistra), continuerà a volare senza fine nella stanza e non lascerà più il castello. Se il giocatore entra nella stanza con un altro oggetto, il pipistrello cambierà direzione per raccogliere il nuovo oggetto e, di solito, lascerà il castello. Il nome del pipistrello doveva essere Knubberrub, ma tale nome non è menzionato nel manuale del gioco.
Ci sono 3 diversi giochi disponibili tramite l'interruttore di selezione gioco:
- "Game 1": è la versione semplificata del gioco e non include il drago rosso, il pipistrello, le catacombe, il castello bianco o il labirinto all'interno del castello nero.
- "Game 2": è la versione completa del gioco, che tutte le caratteristiche sopra descritte. La posizione degli oggetti all'inizio di un nuovo gioco è sempre la stessa e, a causa di ciò, è la modalità di gioco più facile per trovare l'easter egg.
- "Game 3": è come il Game 2, con la differenza che la posizione iniziale degli oggetti è semi-casuale, offrendo un diverso gioco ogni volta. A causa di questo, il gioco può risultare più facile o più difficile da risolvere (alle volte anche impossibile, dato che per un baco nella routine di posizionamento degli oggetti la chiave dorata può venir rinchiusa all'interno del castello dorato). A causa di questo posizionamento casuale degli oggetti, è molto più difficile rinchiudere il pipistrello e localizzare gli oggetti necessari per trovare l'easter egg (anche se la posizione del punto grigio è sempre uguale).

Quando il giocatore è mangiato da un drago, egli non deve necessariamente ricominciare la partita. Usando l'interruttore "Game Reset" il personaggio risorge all'interno del castello dorato, e con esso risorgono anche i draghi uccisi; gli oggetti, però, rimangono dove erano quando il giocatore è morto. Questa caratteristica può essere considerata come una delle prime versioni dell'opzione "Continue game" che è presente in molti giochi che sono venuti dopo Adventure.
Premendo il selettore "Game Select" dopo la morte del personaggio, il giocatore torna alla schermata di selezione del gioco potendo così iniziare una partita del tutto nuova.

## Storia e sviluppo del gioco
Per realizzare Adventure, Robinett prese ispirazione da Colossal Cave Adventure, un'avventura testuale realizzata da Will Crowther e modificata poi da Don Woods. Nonostante il presidente di Atari, Ray Kassar, lo scoraggiasse perché riteneva il gioco non realizzabile, Robinett riuscì a realizzare un gioco con grafica solo lontanamente basato sul gioco testuale. Adventure vendette 1 milione di copie, divenendo il 7° gioco più venduto per l'Atari 2600.
Nel periodo in cui Robinett creò il gioco la politica di Atari era di non dare la giusta riconoscenza a nessuno degli autori dei loro lavori: il nome dei programmatori non compariva mai né sulle custodie delle cartucce né all'interno del gioco stesso. Robinett decise perciò di inserire nel gioco un messaggio segreto che lo avesse indicato come l'autore, creando perciò uno dei primi esempi di "easter egg" noti in un videogioco. Secondo Robinett, il messaggio segreto fu scoperto da un giovane giocatore di Salt Lake City (Utah, USA) che per primo scoprì l'easter egg e scrisse ad Atari per informare la società della cosa.
La memoria totale utilizzata dal codice del gioco era di 4.096 byte (4 KB), che risiedevano esattamente in un singolo chip di memoria ROM all'interno della cartuccia; Adventure utilizzava inoltre i 128 byte di RAM disponibili all'interno della console per le variabili del gioco.
L'Atari 2600 era basata su una CPU MOS 6507 (una versione più economica del più famoso chip MOS 6502) ad 8 bit operante a 1,19 Megahertz: a causa delle limitazioni di questo hardware, i lati sinistro e destro di quasi tutte le schermate erano immagini speculari gli uni degli altri. Ciò suggerì la creazione dei particolari labirinti del gioco con i loro corridoi simmetrici. Le uniche eccezioni sono due schermate nelle catacombe del castello nero ed altre due nel corridoio principale del castello dorato: questi due corridoi sono speculari ma contengono nella stanza un oggetto "muro" verticale che la fa sembrare non simmetrica e che pare anche una porta segreta che conduce a un easter egg.

### Innovazioni
Adventure non fu solo il primo videogioco d'avventura e d'azione disponibile su una console giochi: esso fu anche il primo gioco in cui il giocatore aveva una raccolta di oggetti da cui doveva selezionarne uno da usarsi in un determinato momento. Adventure permetteva al giocatore di gettare via un oggetto e raccoglierne un altro senza dover digitare nessun comando.
Nonostante non fosse il primo "gioco di ricerca" per computer, Adventure fu il primo ad essere programmato per una console domestica. Le ambientazioni del gioco (castelli, labirinti, stanze segrete e prigioni oscure), gli oggetti (le chiavi, la spada, il "tesoro") e i mostri (pipistrelli, draghi) erano inoltre elementi unici nel panorama dei videogiochi, che in seguito sarebbero stati ulteriormente elaborati da titoli quali Haunted House, The Legend of Zelda e Final Fantasy. Anche se molto più semplice e limitato rispetto agli ultimi due giochi citati, Adventure è spesso descritto come il loro "precursore spirituale".

### Easter egg
All'interno delle catacombe presenti nel castello nero (ai livelli di difficoltà 2 o 3), nascosto all'interno del muro meridionale di una camera sigillata accessibile solo tramite il ponte, c'è un oggetto "invisibile" grande 1 pixel noto come il gray dot ("punto grigio"). Il giocatore deve "far rimbalzare" il personaggio lungo il muro inferiore per "acchiappare" il punto. Il punto non è esattamente invisibile: è semplicemente dello stesso colore del muro e risulta ben visibile quando viene posto in un passaggio di una catacomba o sopra un muro normale. Il punto non è attratto dal magnete, a differenza di molti altri oggetti presenti nel gioco.
Se si porta tale punto all'estremità orientale del corridoio sotto al castello dorato mentre sono presenti altri oggetti variamente colorati all'interno della stanza, il punto rende l'oggetto che rappresenta il muro anch'esso "invisibile", permettendo al giocatore di attraversarlo e di giungere in una stanza in cui compaiono le parole "Created by Warren Robinett".

## Conversioni
Adventure è stato convertito o emulato per diverse piattaforme all'interno di raccolte o console retrò:
- Jakks Atari Classics 10 In 1 TV Games (2002)
- Atari Flashback (2004)
- Atari Anthology (novembre 2004) per la PlayStation 2 e l'Xbox
- Atari Flashback 2 (2005)
- Atari: 80 Classic Games in One (settembre 2005) per Windows
- Game Room per Xbox Live Arcade e Games for Windows Live (marzo 2010)
- Atari Collection 1. per Evercade

## Seguiti
Un seguito di Adventure fu annunciato inizialmente nel 1982, ma durante lo sviluppo il gioco si evolvé in un titolo a sé stante, Swordquest, che fu anzi il precursore di una serie di quattro episodi.
Nel 2005 Curt Vendel ha scritto un seguito inserito nell'Atari Flashback 2. Nel 2007, il sito AtariAge ha pubblicato un seguito autoprodotto largamente ispirato all'originale, chiamato Adventure II, per l'Atari 5200, usato con l'autorizzazione di Atari Interactive.